# ロールセンター

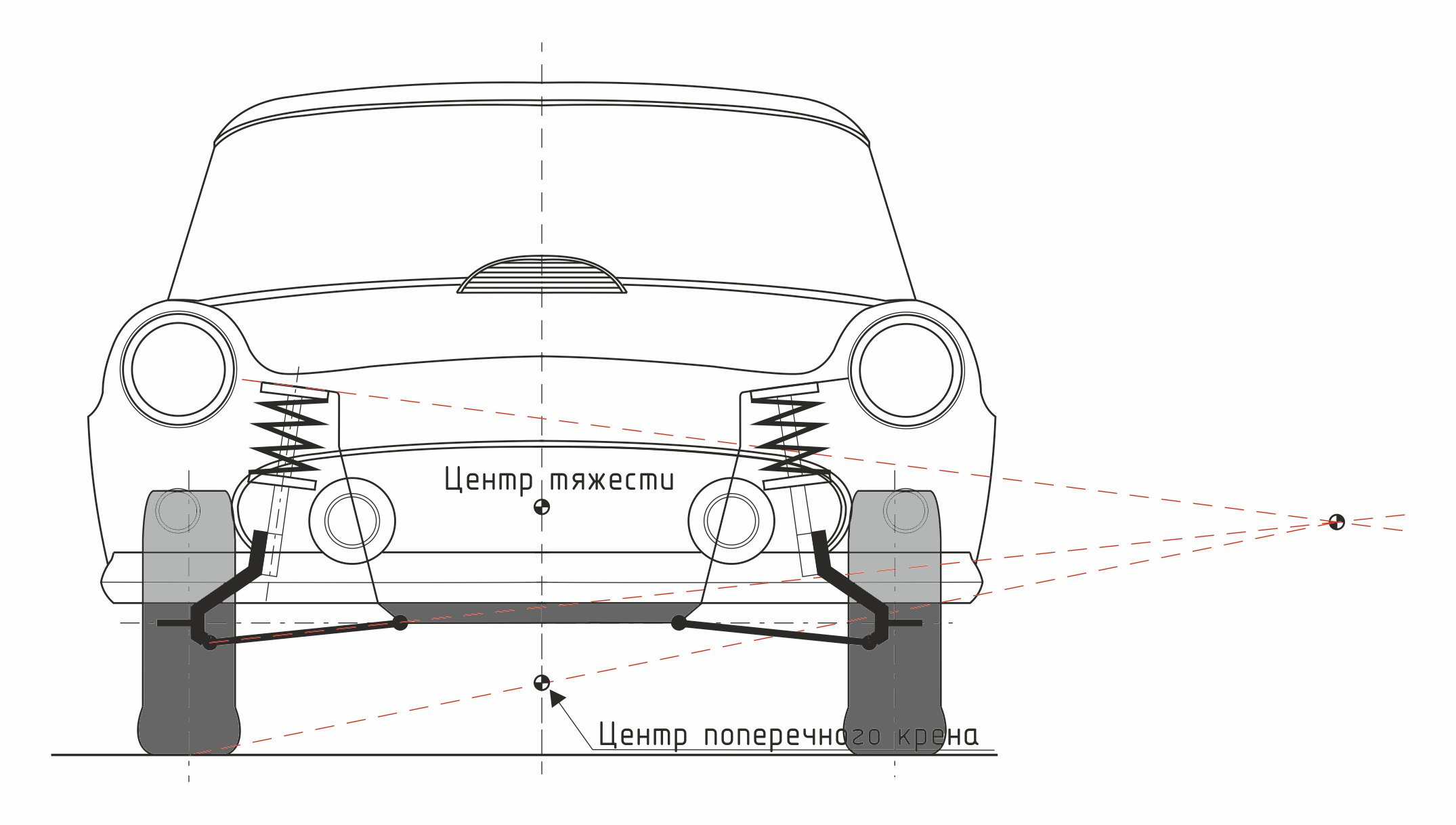
マクファーソン・ストラットのロールセンターの見つけ方。

乗り物のロールセンター（英語: roll center）は、懸架装置（サスペンション）における旋回求心力が車体に対して反応する概念的な点である。ローリングの回転中心またはロール中心とも呼ばれる。
ロールセンターには2つの定義が存在する。最も一般的に使用されるのは、幾何学的（あるいは運動学的）ロールセンターである。しかし、米国自動車技術者協会（SAE）は力に基づく定義を使用している。

## 定義
- 幾何学的ロールセンターは、サスペンションのジオメトリ（幾何形状）だけによって来まり、瞬間中心の原則を使って見つけることができる。
- 力に基づくロールセンターは、米国自動車技術者協会によれば、「サスペンションロールを発生することなくばね上重量に対して横力が印加できる、ホイールセンターのあらゆる対を通る横断垂直面内の点」である。

ロールセンターの横方向位置は典型的には車両の中央線にある。
ロールセンターの重要性は、車両の重心も考える時にのみ正しく理解できる。重心の位置とロールセンターの位置に違いがあると、モーメントアームが作り出される。車両が旋回によって角速度を経験する時、モーメントアームの長さとばねの固さ、アンチロールバーによって車両がどの程度ロールするかが決まる。これには動的荷重伝達といった別の効果もある。

## 応用
車両がロールする時、ロールセンターは移動する。ロールセンター高は敏捷性や初期ロール制御といった旋回の開始時の挙動に影響することが示されている。